# Helm Peak
Helm Peak är en bergstopp i Antarktis. Den är belägen i Västantarktis. Argentina, Chile och Storbritannien gör anspråk på området. Toppen på Helm Peak är 930 meter över havet, eller 269 meter över den omgivande terrängen. Bredden vid basen är 7,1 km.
Terrängen runt Helm Peak är kuperad åt nordost, men åt sydväst är den platt. Trakten är obefolkad. Det finns inga samhällen i närheten.